# Oussama Idrissi
Oussama Idrissi (ur. 26 lutego 1996 w Bergen op Zoom) – marokański piłkarz holenderskiego pochodzenia występujący na pozycji skrzydłowego w meksykańskim klubie CF Pachuca oraz w reprezentacji Maroka. Wychowanek Feyenoordu, w trakcie swojej kariery grał także w takich zespołach, jak Groningen, AZ, Ajax, Sevilla, Cádiz. Młodzieżowy reprezentant Holandii.

## Statystyki kariery
Stan na 28 sierpnia 2022 roku.
| Klub             | Sezon      | Liga             | Liga  | Liga   | Puchar kraju | Puchar kraju | Europa | Europa | Inne  | Inne   | Suma  | Suma   |
| Klub             | Sezon      | Liga             | Mecze | Bramki | Mecze        | Bramki       | Mecze  | Bramki | Mecze | Bramki | Mecze | Bramki |
| ---------------- | ---------- | ---------------- | ----- | ------ | ------------ | ------------ | ------ | ------ | ----- | ------ | ----- | ------ |
| Groningen        | 2015/16    | Eredivisie       | 16    | 3      | 0            | 0            | 0      | 0      | 2     | 0      | 18    | 3      |
| Groningen        | 2016/17    | Eredivisie       | 27    | 5      | 1            | 0            | —      | —      | 2     | 0      | 30    | 5      |
| Groningen        | 2017/18    | Eredivisie       | 15    | 4      | 1            | 1            | —      | —      | 0     | 0      | 16    | 5      |
| Groningen        | Razem      | Razem            | 58    | 12     | 2            | 1            | 0      | 0      | 4     | 0      | 64    | 13     |
| AZ               | 2017/18    | Eredivisie       | 12    | 3      | 3            | 3            | —      | —      | –     | –      | 15    | 6      |
| AZ               | 2018/19    | Eredivisie       | 32    | 8      | 5            | 6            | 2      | 0      | –     | –      | 39    | 14     |
| AZ               | 2019/20    | Eredivisie       | 25    | 13     | 3            | 1            | 14     | 3      | –     | –      | 42    | 17     |
| AZ               | 2020/21    | Eredivisie       | 0     | 0      | 0            | 0            | 2      | 0      | –     | –      | 2     | 0      |
| AZ               | Razem      | Razem            | 69    | 24     | 11           | 10           | 18     | 3      | 0     | 0      | 98    | 37     |
| Sevilla FC       | 2020/21    | Primera División | 3     | 0      | 4            | 0            | 3      | 0      | –     | –      | 10    | 0      |
| Sevilla FC       | 2021/22    | Primera División | 5     | 0      | 2            | 0            | 0      | 0      | –     | –      | 7     | 0      |
| Sevilla FC       | Razem      | Razem            | 8     | 0      | 6            | 0            | 3      | 0      | 0     | 0      | 17    | 0      |
| Ajax (wyp.)      | 2020/21    | Eredivisie       | 7     | 0      | 1            | 0            | 6      | 0      | –     | –      | 14    | 0      |
| Cádiz (wyp.)     | 2021/22    | Primera División | 12    | 1      | 1            | 0            | –      | –      | –     | –      | 12    | 1      |
| Feyenoord (wyp.) | 2022/23    | Eredivisie       | 4     | 0      | 0            | 0            | –      | –      | –     | –      | 4     | 0      |
| W karierze       | W karierze | W karierze       | 158   | 37     | 21           | 11           | 27     | 3      | 4     | 0      | 210   | 51     |

### Reprezentacyjne
(aktualne na dzień 15 października 2019)
| Reprezentacja | Rok     | Występy | Gole |
| ------------- | ------- | ------- | ---- |
| Maroko        | 2019    | 7       | 0    |
| Ogólnie       | Ogólnie | 7       | 0    |